# Denis Coderre
Denis Coderre, né le 25 juillet 1963 à Joliette au Québec, est un homme politique canadien.
Il est député libéral de Bourassa à la Chambre des communes du Canada de 1997 à 2013 et occupe diverses fonctions ministérielles dans les gouvernements de Jean Chrétien et de Paul Martin. Il devient ensuite maire de Montréal de 2013 à 2017.
Il est candidat rejeté à la course à la direction du Parti libéral du Québec de 2025.

## Biographie

### Formation
Né le 25 juillet 1963 à Joliette, Denis Coderre détient un baccalauréat en sciences politiques de l'Université de Montréal et une maîtrise en administration des affaires pour cadres (Executive MBA) de l'Université d'Ottawa.

### Carrière politique fédérale

#### Scène fédérale
Lors des élections fédérales canadiennes de 1988, il est candidat du Parti libéral et perd face au candidat progressiste-conservateur Gaby Larrivée dans la circonscription électorale de Joliette. Il tente ensuite sa chance lors d'une élection partielle dans la circonscription électorale de Laurier—Sainte-Marie à Montréal. Il est battu par Gilles Duceppe du Bloc québécois. Lors des élections générales de 1993, il se présente dans la circonscription électorale de Bourassa. Il est battu par Osvaldo Núñez.
Il est élu à la Chambre des communes du Canada lors des élections générales de 1997, dans la circonscription de Bourassa. Le premier ministre Jean Chrétien l'invite alors au Conseil des ministres en août 1999 à titre de secrétaire d’État au Sport amateur. Dans cette fonction, il négocie diverses ententes nationales et internationales et contribue à l'établissement à Montréal de l'Agence mondiale antidopage.
Réélu député aux élections générales de 2000, il conserve son poste ministériel avant de devenir ministre de la Citoyenneté et de l’Immigration en janvier 2002.
Le 12 décembre 2003, le nouveau premier ministre du Canada Paul Martin le nomme président du Conseil privé de la Reine. À ce titre, il est responsable de plusieurs dossiers, comme la création de l'Agence de gestion des ressources humaines de la fonction publique du Canada. Il est aussi interlocuteur fédéral auprès des Métis et des Indiens non inscrits et ministre responsable de la Francophonie.

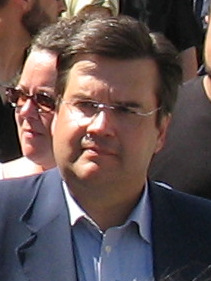
Denis Coderre en 2006

En juillet 2004, sa mise à l'écart du cabinet est due à son association avec Claude Boulay, impliqué dans le scandale des commandites,. Il est cependant réélu aux élections générales de 2006 comme député de Bourassa pour un quatrième mandat.
Compte tenu de sa grande présence médiatique, certaines rumeurs populaires, entretenues par Coderre, courent concernant sa possible candidature au congrès d'investiture du Parti libéral du Canada de 2006. Il annonce cependant son abstention le 3 mai 2006. Il donne par la suite son appui à Michael Ignatieff et devient le coprésident national avec ce dernier.
En 2007, Stéphane Dion, nouveau chef du Parti libéral du Canada, nomme Denis Coderre au poste de critique de l'opposition officielle à la défense nationale.
En septembre 2009, la décision de Denis Coderre et de l'équipe québécoise d'appuyer la candidature de Nathalie Le Prohon dans la circonscription d'Outremont aux dépens de l'ancien ministre Martin Cauchon est bruyamment contestée par l'entourage torontois du chef du Parti libéral canadien, Michael Ignatieff. Celui-ci désavoue alors publiquement cette décision après l'avoir approuvée. Le 28 septembre, Coderre démissionne de ses fonctions de lieutenant politique de Michael Ignatieff au Québec ainsi que de critique de l'opposition en matière de défense.
Le 16 mai 2013, il annonce qu'il démissionne de son poste de député à compter du 2 juin suivant pour se consacrer à la course à la mairie de Montréal.

### Controverses
Denis Coderre est le sujet de plusieurs controverses tout au long de sa carrière.

#### 1997-2002
En 1997, Denis Coderre est hébergé par Claude Boulay, « un important publicitaire québécois, qui a des contrats avec le gouvernement fédéral… ». Quelques années plus tard, cette information est dévoilée au grand jour par Daniel Leblanc. Cette découverte était significative car plusieurs journalistes enquêtaient sur la fraude au sein du gouvernement libéral. Coderre niera qu'il a quelconque lien avec Boulay, pour finalement reconnaitre qu'il avait menti et qu'il avait bel et bien habité chez Claude Boulay.

#### Scandale des commandites
Denis Coderre a côtoyé plusieurs personnes impliquées dans le Scandale des commandites. Il a notamment travaillé avec Gilles Thibodeau et Jean Lafleur. Le premier a participé aux campagnes de financement de Denis Coderre, alors député fédéral. Jean Lafleur, lui, était directement impliqué dans le scandale, écopant de 40 mois de prison pour corruption. Lafleur offrait à l'occasion sa loge à Denis Coderre pour voir les Canadiens de Montréal.

### Carrière politique municipale

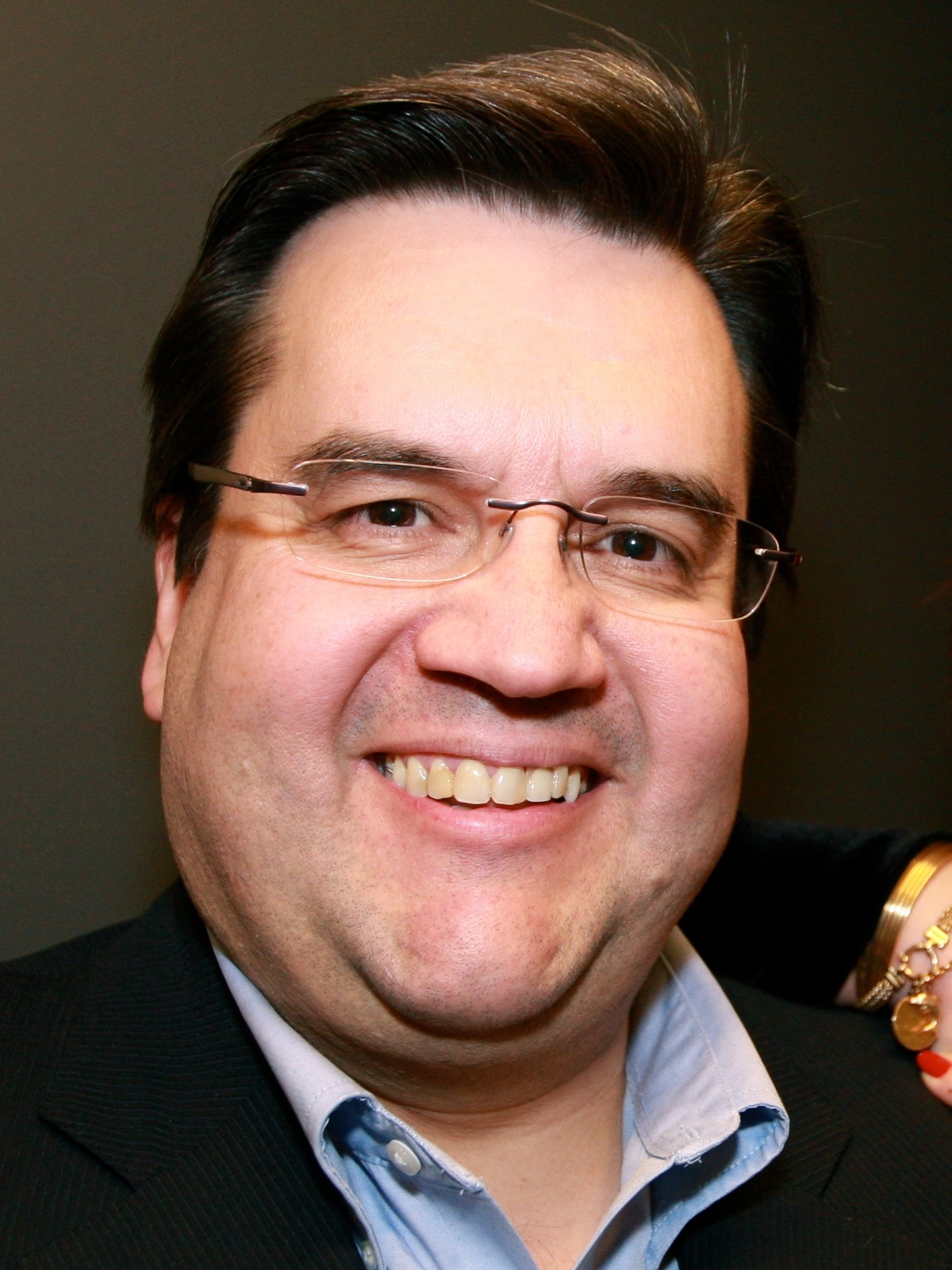
Denis Coderre en 2011

### Scène municipale montréalaise
Dès novembre 2012, alors qu'il songe à se porter candidat à la mairie de Montréal, Denis Coderre doit se défendre face aux médias affirmant que l'association libérale de la circonscription de Bourassa, qu'il a représenté de 1997 à 2013, aurait reçu plusieurs milliers de dollars d'entreprises et d'individus liés à des « affaires de corruption, de transactions immobilières douteuses et d'évasion fiscale » à la Commission d'enquête sur l'octroi et la gestion des contrats publics dans l'industrie de la construction. Coderre nie ces allégations, disant que ces dons auraient été récoltés selon les règles de l'art et que le blâme, s'il y a lieu, doit être porté par le comité de financement: « Il y a un comité de financement qui vend des billets. Ces gens-là, je ne les connais pas. Les allégations sur eux sortent maintenant à la Commission ». Or, malgré la controverse et bien qu'il se soit engagé à le faire le 12 septembre 2013, le parti d'Équipe Coderre pour Montréal n'a toujours pas publié la liste de ses donateurs.

#### Élection municipale de 2013
Le 26 avril 2013, Denis Coderre réserve le nom d'Équipe Coderre pour Montréal auprès du Directeur général des élections et le 16 mai, il annonce officiellement qu'il se présente comme candidat à la mairie de Montréal.
En septembre, deux anciens dirigeants syndicaux révèlent dans leur livre Syndicalistes ou voyous ? que Coderre aurait contacté Eddy Brandone, un proche de la mafia montréalaise, afin de faciliter sa rencontre avec Jocelyn Dupuis, alors directeur général de la FTQ-Construction. Cette rencontre, effectuée en compagnie d'Alfonso Gagliano, aurait eu pour objectif de marchander des modifications à la loi sur l'assurance-emploi afin d'éviter une manifestation du syndicat. L'aspirant maire confirme lors d'une entrevue à Radio-Canada connaître Brandone et l'avoir déjà rencontré, mais rejette vigoureusement ces allégations de trafic d'influence, disant qu'il n'y a « jamais eu d'entente secrète ». Le 3 novembre, il est élu maire de la ville de Montréal avec 32,1 % des voix, devançant Mélanie Joly qui obtient 26,5 %, Richard Bergeron crédité de 25,5 % et Marcel Côté qui ferme la marche avec seulement 12,8 %. Il est assermenté le 14 novembre suivant.

#### Dépenses de 410 millions $ pour le375eanniversaire de Montréal
Le gouvernement montréalais de Coderre a contribué 410 millions de dollars pour les événements et projets pour le 375e anniversaire de Montréal, en 2017. Le chiffre de 410 millions signifie 241 $ par personne à Montréal (population 1,7 million). Le bilan total pour les festivités a dépassé un milliard de dollars. Le reste provenait de Québec, d'Ottawa et de sources privées. Pour la contribution de Montréal, les réalisations principales qui restent comprennent plusieurs sculptures un peu partout à Montréal et d'autres embellissements. En plus, la Société des célébrations du 375e anniversaire de Montréal, dont Montréal a été un commanditaire majeur, a contribué  à hauteur de 9,5 millions de dollars, sur le prix total de 40 millions de dollars, pour le projet controversé d'illumination du pont Jacques-Cartier. Certains ont trouvé que les coûts des célébrations n'ont pas valu les bénéfices.

#### Élection municipale de 2017
Le 22 septembre 2017, Denis Coderre lance officiellement sa campagne de réélection lors de l'élection municipale du 5 novembre. Il est finalement battu par Valérie Plante qui devient la nouvelle mairesse. Il décide alors de quitter la vie politique municipale.
Par la suite, il entreprend une opération de blanchiment de sa réputation. Il s'inscrit au gymnase d'Ali Nestor, prend des cours de boxe et se met au régime : il perdra une centaine de livres. Il cultive le flou sur ses visées politiques, taisant ses aspirations pour la mairie de Montréal.

#### Élection municipale de 2021
Le 28 mars 2021, il annonce sa candidature pour l'élection municipale du 7 novembre suivant. Défait une seconde fois par Valérie Plante, il annonce une nouvelle fois quitter la vie politique municipale et qu'il ne sera pas au poste de chef de l'opposition à l'hôtel de ville de Montréal.

#### Politique

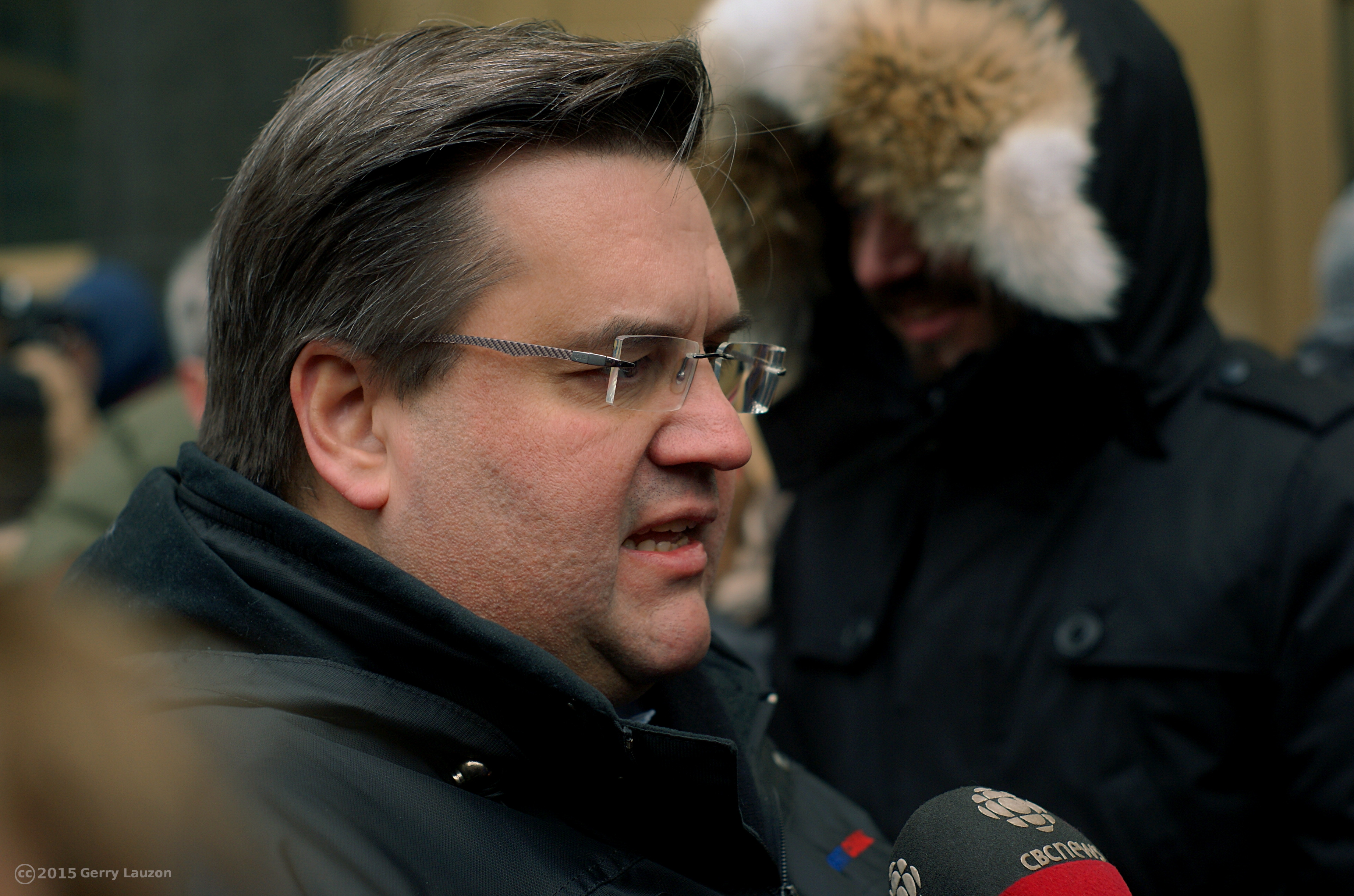
Denis Coderre en 2015.

##### Gestion de la ville et des finances publiques
Denis Coderre nomme Pierre Desrochers, un cadre retraité de l'industrie pétrolière, comme président du Comité exécutif de la Ville.
Il soutient le projet loi 3 du gouvernement Couillard relatif aux régimes de retraite municipaux et s'oppose aux syndicats municipaux sur la question. Les syndicats municipaux attaquent personnellement le maire sur sa propre retraite d'un montant de 88 000 dollars.

##### Itinérance, police, justice
Denis Coderre condamne l'installation de pics anti-itinérants en face du magasin Archambault au centre-ville de Montréal. Il lance une démarche de recensement du nombre d'itinérants dans la métropole.
Denis Coderre se dit favorable au controversé règlement P-6 qui interdit le port du masque et exige un itinéraire lors de manifestations. Il déclare ainsi que "Tant que je serai maire de Montréal, P-6 est là pour rester".

##### Transport, énergie, environnement
Denis Coderre propose l'ancien journaliste de Radio-Canada, et candidat défait de l'équipe Coderre, Philippe Schnobb à la tête de la Société de transport de Montréal.
En décembre 2013, il s'oppose à l'idée d'étendre l'offre de voitures en libre-service au centre-ville afin de "protéger l'industrie du taxi".
Il souhaite renforcer la sécurité dans les taxis en installant des caméras, et considère que la multinationale américaine UBER opère illégalement.

##### Culture et numérique
Denis Coderre dote Montréal d'un « Bureau de la ville intelligente ».

### Carrière politique provinciale
Après plusieurs mois de réflexion, il annonce le 21 juin 2024 qu'il sera candidat à la Course à la direction du Parti libéral du Québec. Il briguera l'investiture libérale dans la circonscription de Bellechasse en vue des élections générales de 2026, qu'il gagne ou qu'il perde la course. Le 7 février 2025, les médias annoncent que sa candidature est rejetée par le Comité électoral du PLQ.

### Carrière après la politique
Depuis le 22 juillet 2025, Coderre est ambassadeur pour les Résidences Soleil, un groupe d'établissements pour personnes âgées au Québec.

### Vie privée
Le 17 avril 2023, Coderre annonce sur sa page Facebook qu'il se remet d’un accident vasculaire cérébral.